# Xã St. Ansgar, Quận Mitchell, Iowa
Xã St. Ansgar (tiếng Anh: St. Ansgar Township) là một xã thuộc quận Mitchell, tiểu bang Iowa, Hoa Kỳ. Năm 2010, dân số của xã này là 1.393 người.